# Constel·lació del Taure
|  | «Taurus» redirigeix aquí. Vegeu-ne altres significats a «Taurus (desambiguació)». |

El Taure (taurus en llatí vol dir "toro") és una de les constel·lacions del zodíac i es troba a l'hemisferi celeste nord. Taure és una constel·lació gran i prominent al cel d'hivern de l'hemisferi nord. És una de les constel·lacions més antigues, que es remunta almenys a l'edat del bronze primerenca, quan va marcar la ubicació del Sol durant l'equinocci de primavera. La seva importància per al calendari agrícola va influir en diverses figures de toros en les mitologies antigues de Sumer, Akkad, Assíria, Babilònia, Egipte, Grècia i Roma. El seu antic símbol astronòmic és (♉︎), que s'assembla al cap de bou.
Hi ha una sèrie de característiques que són d'interès per als astrònoms. Taure acull dos dels cúmuls oberts més propers a la Terra, les Plèiades i les Híades, tots dos visibles a simple vista. A primera magnitud, el gegant vermell Aldebaran és l'estrella més brillant de la constel·lació. A la part nord-est de Taure hi ha Messier 1, més coneguda com la Nebulosa del Cranc, un romanent de supernova que conté un púlsar. Una de les regions més properes de formació estel·lar activa, el complex Taure-Auriga, es creua a la part nord de la constel·lació. L'estrella variable T del Taure és el prototip d'una classe d'estrelles anteriors a la seqüència principal.

## Característiques
Taure és una constel·lació gran i prominent al cel d'hivern de l'hemisferi nord, entre Àries a l'oest i Bessons a l'est; al nord es troben Perseu i Auriga, al sud-est Orió, al sud Eridanus, i al sud-oest la Balena. A finals de novembre-principis de desembre, Taure arriba a l'oposició (punt més allunyat del Sol) i és visible tota la nit. A finals de març, surt al capvespre i desapareix completament darrere de la resplendor del Sol de maig a juliol.
Aquesta constel·lació forma part del zodíac i, per tant, està intersecada per l'eclíptica. Aquest cercle a través de l'esfera celeste forma el camí aparent del Sol quan la Terra completa la seva òrbita anual. Com que el pla orbital de la Lluna i els planetes es troben prop de l'eclíptica, normalment es poden trobar a la constel·lació de Taure durant alguna part de cada any. El pla galàctic de la Via Làctia talla l'angle nord-est de la constel·lació i l'anticentre galàctic es troba prop de la frontera entre Taure i Auriga. Taure és l'única constel·lació creuada per les tres de l'equador galàctic, l'equador celeste i l'eclíptica. Una estructura galàctica semblant a un anell coneguda com el cinturó de Gould passa per la constel·lació.
L'abreviatura recomanada de tres lletres per a la constel·lació, adoptada per la Unió Astronòmica Internacional el 1922, és "Tau". Els límits oficials de les constel·lacions, tal com els va establir l'astrònom belga Eugène Delporte el 1930, estan definits per un polígon de 26 segments. En el sistema de coordenades equatorials, les coordenades d'ascensió recta d'aquestes fronteres es troben entre les 03h 23.4m  i les 05h 53.3m , mentre que les coordenades de declinació estan entre 31,10° i -1,35°. Com que una petita part de la constel·lació es troba al sud de l'equador celeste, aquesta no pot ser una constel·lació completament circumpolar a qualsevol latitud.

## Objectes de l'espai profund

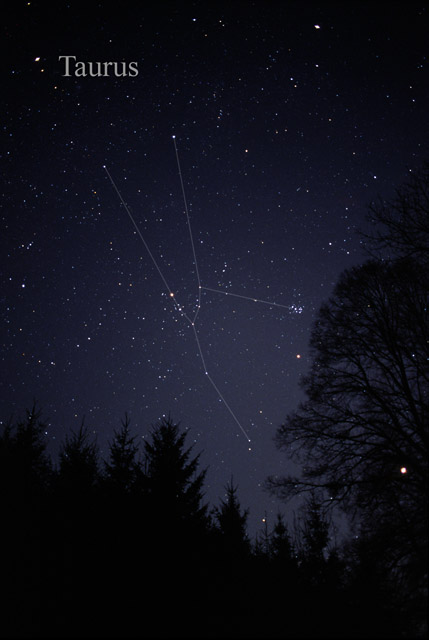
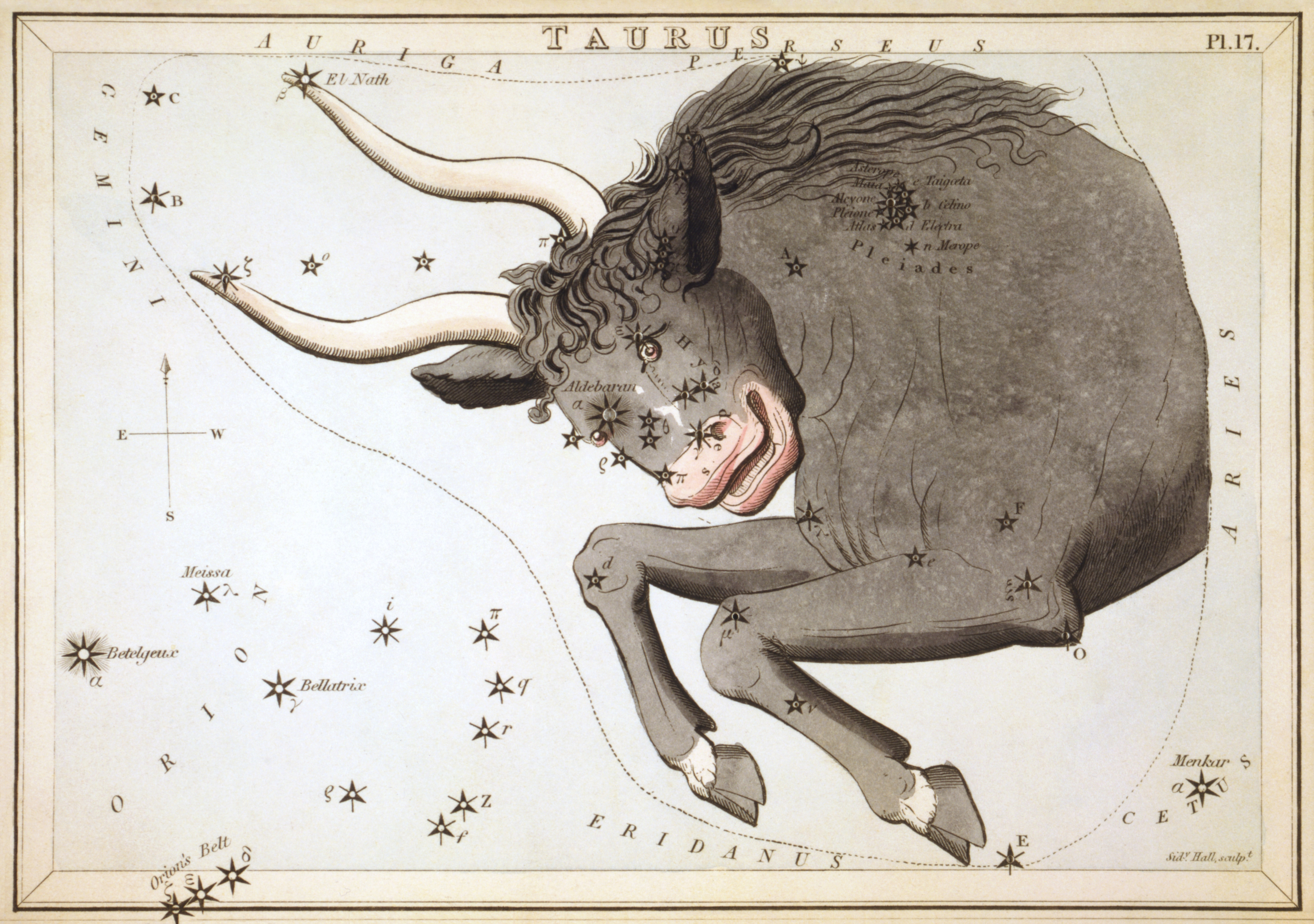

A l'est de la constel·lació està un dels cúmuls estel·lars més coneguts, fàcilment visible a ull nu, les Plèiades.
Rere Aldebaran hi ha les Híades, el cúmul estel·lar obert més proper, que forma una V en el cel indicant el cap del bou.
Un altre objecte, visible al telescopi, és la nebulosa del Cranc (M1), una supernova romanent al nord-est de Zeta. L'explosió, vista a la Terra el 4 de juliol de 1054, era prou brillant per a ser vista de dia. Es menciona a texts d'història xinesa i pots d'indis americans.

## Mitologia
A la mitologia grega, a part de representar un bou corrent, també correspon al minotaure de la mitologia grega i correspon a Zeus en forma de bou, que va agafar per prendre Europa, una princesa fenícia, que Zeus va fer pujar sobre el llom i, abans que se n'adonés, es va llançar a la mar i començà a nedar fins que arribà a Creta, on va tornar a recuperar l'aspecte d'un déu. Zeus va aconseguir conquerir Europa i d'aquesta unió en va néixer Minos.

### Astrologia
El signe astrològic Taure (20 d'abril - 20 de maig) està associat amb la constel·lació.
En algunes cosmologies, Taurus està associat amb l'element clàssic Terra, i en conseqüència és un signe de Terra (amb Virgo i Capricorn).
El seu oposat polar és Escorpí.

## Estrelles notables i d'anomenada
| BD | F   | Noms i altres designacions                                                   | Magnitud aparent | Magnitud absoluta | Distància en Anys llum | Tipus espectral | Comentaris |
| -- | --- | ---------------------------------------------------------------------------- | ---------------- | ----------------- | ---------------------- | --------------- | --- |
| α  | 87  | Aldebaran, Alpha Tauri, Cor Tauri, Parilicium                                | 0,87             | -0,63             | 65,1                   | K5III           | - الدبران ad-dabarān El seguidor de les Plèiades - cor tauri El cor del brau - Noms populars: la Cabra, la Mosca, l'Ull de Bou.                                 |
| β  | 112 | Beta Tauri, El Nath, Alnath, Nath                                            | 1,65             | -1,37             | 131                    | B7III           | - النطح an-naţħ El que topa (amb la banya) |
| η  | 25  | Alcíone, Eta Tauri, la reina que allunyà les tempestes (una de les Plèiades) | 2,85             | -2,41             | 440                    | B7III           | - Αλκυώνη - membre de les Plèiades cúmul obert - estrella doble; magnitud dels components 2,85, 8,3                                                             |
| ζ  | 123 | Dseta Tauri, Tien Kwan, Alheka                                               | 2,97             | -2,56             | 417                    | B4IIIp          | - 天關 tiānguān El pas de la muntanya celestial - ? al-haq'ah L'indret blanc? - estrella variable del Tipus Gamma Cassiopeiae                                   |
| θ² | 78  | Theta-2 Tauri                                                                | 3,40             | 0,10              | 153                    | A7III           | - membre de les Híades cúmul obert - estrella variable del Tipus Delta Scuti                                                                                    |
| λ  | 35  | Lambda Tauri                                                                 | 3,41             | -1,87             | 370                    | B3V+A           | - Binari Eclipsant |
| ε  | 74  | Èpsilon Tauri, Ain, Oculus Borealus                                          | 3,53             | 0,15              | 155                    | K0III           | - عين cain l'ull (del bou) - oculus boreālus L'ull boreal - membre de les Híades cúmul obert                                                                    |
| ο  | 1   | Òmicron Tauri                                                                | 3,61             | -0,45             | 212                    | G8III           | |
|    | 27  | Atlant, 27 Tauri                                                             | 3,62             | -1,72             | 440                    | B8III           | - Άτλας, l'audaç (un tità, pare de les Plèiades - membre del cúmul obert de les Plèiades - sistema estel·lar triple; magnituds de les components: 4,1, 5,6, 6,8 |
| γ  | 54  | Gamma Tauri, Hyadum I, Prima Hyadum, Primus Hyadum, la primera de les Híades | 3,63             | 0,28              | 154                    | G8III           | - membre del cúmul obert de les Híades |
|    | 17  | Electra, 17 Tauri                                                            | 3,72             | -1,56             | 440 (o 371?)           | B6III           | - Ηλέκτρα - membre de les cúmul obert Plèiades |
| ξ  | 2   | Xi Tauri                                                                     | 3,73             | -0,44             | 222                    | B9Vn            | - Eclipsant binària |
| δ¹ | 61  | Delta-1 Tauri, Hyadum II, Secunda Hyadum, Secundus Hyadum                    | 3,77             | 0,40              | 153                    | G8III           | - membre de les Híades cúmul obert |
| θ¹ | 77  | Theta-1 Tauri                                                                | 3,84             | 0,42              | 153                    | G7III           | - membre Híades cúmul obert |
|    | 20  | Maia, 20 Tauri                                                               | 3,87             | -1,34             | 440                    | B8III           | - Μαία - membre de les Pléiades cúmul obert |
| ν  | 38  | Nu Tauri                                                                     | 3,91             | 0,92              | 129                    | A1V             | |
|    | 23  | Merope, 23 Tauri                                                             | 4,14             | -1,07             | 440                    | B6IV            | - Μερόπη - membre del cúmul obert de les Pléiades - estrella variable tipus Beta Cephei                                                                         |
| f  | 5   | 5 Tauri                                                                      | 4,14             | -1,08             | 360                    | K0II-III...     | |
| κ¹ | 65  | Kappa-1 Tauri                                                                | 4,21             | 0,85              | 148                    | A7IV-V          | - membre del cúmul obert de les Híades - sistema estel·lar de sis estels                                                                                        |
| d  | 88  | 88 Tauri                                                                     | 4,25             | 0,93              | 150                    | A5m             | |
| μ  | 49  | Mu Tauri                                                                     | 4,27             | -1,35             | 435                    | B3IV            | |
| τ  | 73  | Tau Tauri                                                                    | 4,27             | -1,18             | 401                    | B3V             | |
| c¹ | 90  | 90 Tauri                                                                     | 4,27             | 0,96              | 150                    | A6V             | - membre del cúmul obert de les Híades |
| υ  | 69  | Ípsilon Tauri                                                                | 4,28             | 0,90              | 155                    | A8Vn            | - membre del cúmul obert les Híades - tipus Delta Scuti estrella variable                                                                                       |
|    | 10  | 10 Tauri                                                                     | 4,29             | 3,60              | 45                     | F9V             | |
| δ³ | 68  | Delta-3 Tauri, 68 Tauri                                                      | 4,30             | -0,99             | 148                    | B6V             | - membre del cúmul obert les Híades - tipus α ² Canum Venaticorum estrella variable                                                                             |
| q  | 19  | Taígete, Taÿgete, 19 Tauri (una de les Plèiades)                             | 4,30             | -0,99             | 440 o 373?             | B6V             | - Ταΰγετη - membre del cúmul obert de les Plèiades |
|    | 119 | 119 Tauri, CE Tauri                                                          | 4,32             | -4,53             | 1920 o 1919?           | M2Ib            | - variable semiregular - diàmetre 510 vegades el del Sol |
| A¹ | 37  | 37 Tauri                                                                     | 4,36             | 0,64              | 181                    | K0III           | |
|    | 71  | 71 Tauri                                                                     | 4,48             |                   |                        |                 | |
|    | 136 | 136 Tauri                                                                    | 4,56             |                   |                        |                 | |
| ι  | 102 | Iota Tauri                                                                   | 4,62             | 1,13              | 163                    | A7V             | - membre de les Híades cúmul obert |
| ρ  | 86  | Rho Tauri                                                                    | 4,65             | 1,30              | 152 o 153?             | A8V             | - membre de les Híades cúmul obert - estrella variable tipus Delta Scuti                                                                                        |
| σ² | 92  | Sigma-2 Tauri                                                                | 4,67             | 1,23              | 155 o 159?             | A5Vn            | - membre del cúmul obert de les Híades |
| π  | 73  | Pi Tauri                                                                     | 4,69             | -1,03             | 455                    | G8III           | |
| δ² | 64  | Delta-2 Tauri, 64 Tauri                                                      | 4,80             | 1,55              | 146                    | A7V             | - membre del cúmul obert de les Híades |
|    | 139 | 139 Tauri                                                                    | 4,81             | -4,24             | 2.105                  | B1Ib            | |
|    | 47  | 47 Tauri                                                                     | 4,84             | -0,44             | 372                    | G5III           | |
|    | 126 | 126 Tauri                                                                    | 4,84             | -1,96             | 748                    | B3IV...         | |
| o  | 114 | 114 Tauri                                                                    | 4,88             | -1,76             | 696                    | B2.5IV          | |
|    | 132 | 132 Tauri                                                                    | 4,88             | -1,14             | 522                    | G8IIIvar        | |
|    | 134 | 134 Tauri                                                                    | 4,89             | 0,29              | 272                    | B9IV            | |
| m  | 104 | 104 Tauri                                                                    | 4,91             | 3,91              | 52                     | G4V             | |
| ω² | 50  | Omega-2 Tauri                                                                | 4,93             | 2,64              | 94                     |                 | |
| n  | 109 | 109 Tauri                                                                    | 4,96             | 0,96              | 206                    | G8III           | |
|    | 75  | 75 Tauri                                                                     | 4,96             | 1,08              | 194                    | K2IIIvar        | |
| φ  | 52  | Phi Tauri                                                                    | 4,97             | -0,13             | 342                    | K1III           | |
|    | 111 | 111 Tauri                                                                    | 5,00             | 4,17              | 48                     | F8V SB          | |
| b  | 79  | 79 Tauri                                                                     | 5,02             | 1,56              | 160                    | A7V             | - membre del cúmul obert de les Híades |
|    | 28  | Plèione (la mare de les Plèiades), 28 Tauri, BU Tauri                        | 5,05             | -0,32             | 387 o 440?             | B7p             | - Πληϊόνη - membre del cúmul obert de les Plèiades - estrella variable tipus Gamma Cassiopeiae                                                                  |
| σ¹ | 91  | Sigma-1 Tauri                                                                | 5,08             | 1,74              | 155 o 152              | A4m             | - membre del cúmul obert de les Híades |
| e  | 30  | 30 Tauri                                                                     | 5,08             | -1,11             | 565                    | B3V             | |
| i  | 97  | 97 Tauri                                                                     | 5,08             |                   |                        |                 | - el mateix que V480 Tau? |
|    |     | V480 Tau                                                                     | 5,08             | 1,27              | 189                    | A7IV-V          | - el mateix que i Tau? |
| r  | 66  | 66 Tauri                                                                     | 5,10             | -0,32             | 396                    | A3V             | |
| s  | 4   | 4 Tauri                                                                      | 5,14             | -0,39             | 417                    | A0Vn            | |
|    | 41  | 41 Tauri                                                                     | 5,18             |                   |                        |                 | |
|    | 125 | 125 Tauri                                                                    | 5,18             | -0,73             | 496                    | B3IV            | |
| ψ  | 42  | Psi Tauri                                                                    | 5,21             | 3,01              | 90                     | F1V             | |
|    | 58  | 58 Tauri                                                                     | 5,26             |                   |                        |                 | |
| κ² | 67  | Kappa-2 Tauri, 67 Tauri                                                      | 5,27             | 2,05              | 148 o 144?             | A7V             | - membre del cúmul obert de les Híades |
| l  | 106 | 106 Tauri                                                                    | 5,28             |                   |                        |                 | |
|    | 133 | 133 Tauri                                                                    | 5,28             | -1,67             | 800                    | B2IV-V          | |
|    | 46  | 46 Tauri                                                                     | 5,29             | 2,45              | 121                    | F3V...          | |
|    | 40  | 40 Tauri                                                                     | 5,32             | -2,21             | 1.046                  | B3V             | |
| u  | 29  | 29 Tauri                                                                     | 5,34             | -0,94             | 589                    | B3V             | |
|    |     | V724 Tau                                                                     | 5,34             | 0,41              | 316                    | A0p Si          | |
|    | 56  | 56 Tauri                                                                     | 5,34             |                   |                        |                 | |
|    |     | HR 1257                                                                      | 5,36             | 2,66              | 113                    | F6IV            | |
|    | 121 | 121 Tauri                                                                    | 5,37             |                   |                        |                 | |
|    |     | HR 1480²                                                                     | 5,38             | 1,82              | 168                    | A5m             | |
| χ  | 59  | Chi Tauri                                                                    | 5,38             | 0,81              | 268                    | B9V             | |
| p  | 44  | 44 Tauri, IM Tauri                                                           | 5,39             | 1,51              | 195                    | F2IV-V          | - Estrella variable amb la designació: IM Tauri |
|    | 83  | 83 Tauri                                                                     | 5,40             | 2,10              | 149                    | F0V             | - 83 o 83²? |
|    | 115 | 115 Tauri                                                                    | 5,40             |                   |                        |                 | |
|    | 16  | Celeno, 16 Tauri, una de les Plèiades, la morena (o la fosca)                | 5,45             | 0,40              | 440 o 335?             | B7IV            | - Κελαινό - membre del cúmul obert de les Plèiades |
| c² | 93  | 93 Tauri                                                                     | 5,45             | 0,33              | 345                    | B8IV            | |
|    | 36  | 36 Tauri                                                                     | 5,46             | -1,87             | 954                    | G0III...        | |
|    | 81  | 81 Tauri                                                                     | 5,47             | 2,24              | 145                    | Am              | - o 81 Tau²? |
|    | 118 | 118 Tauri                                                                    | 5,47             | -0,15             | 434                    | B9Vn            | |
|    | 130 | 130 Tauri                                                                    | 5,47             | -2,48             | 1.269                  | F0III           | |
|    | 53  | 53 Tauri                                                                     | 5,50             | 0,93              | 267                    | B9IV            | |
|    | 103 | 103 Tauri                                                                    | 5,50             | -4,48             | 3.230                  | B2V...          | |
|    |     | HR 1847                                                                      | 5,50             | -2,17             | 1.117                  | B7III           | |
| ω¹ | 43  | Omega-1 Tauri                                                                | 5,51             |                   | 93,5                   |                 | |
|    | 116 | 116 Tauri                                                                    | 5,52             |                   |                        |                 | |
|    | 72  | 72 Tauri                                                                     | 5,53             |                   |                        |                 | |
|    | 122 | 122 Tauri                                                                    | 5,53             |                   |                        |                 | |
|    | 135 | 135 Tauri                                                                    | 5,54             |                   |                        |                 | |
|    | 12  | 12 Tauri                                                                     | 5,55             |                   |                        |                 | |
| h  | 57  | 57 Tauri                                                                     | 5,58             |                   |                        |                 | - membre del cúmul estel·lar de les Híades |
|    | 80  | 80 Tauri                                                                     | 5,58             |                   |                        |                 | |
|    | 137 | 137 Tauri                                                                    | 5,60             |                   |                        |                 | |
|    | 32  | 32 Tauri                                                                     | 5,62             |                   |                        |                 | |
|    | 21  | Astèrope, Sterope I, 21 Tauri                                                | 5,64             |                   | 440                    |                 | - Αστεροπή - membre del cúmul obert de les Plèiades |
|    | 51  | 51 Tauri                                                                     | 5,64             |                   |                        |                 | |
|    | 63  | 63 Tauri                                                                     | 5,64             |                   |                        |                 | |
|    | 18  | 18 Tauri                                                                     | 5,66             |                   |                        |                 | |
|    | 31  | 31 Tauri                                                                     | 5,66             |                   |                        |                 | |
|    | 120 | 120 Tauri                                                                    | 5,67             |                   |                        |                 | |
|    | 13  | 13 Tauri                                                                     | 5,68             |                   |                        |                 | |
|    | 45  | 45 Tauri                                                                     | 5,71             |                   |                        |                 | |
|    | 60  | 60 Tauri                                                                     | 5,72             |                   |                        |                 | |
|    | 131 | 131 Tauri                                                                    | 5,72             |                   |                        |                 | |
| t  | 6   | 6 Tauri                                                                      | 5,76             |                   |                        |                 | |
|    | 117 | 117 Tauri                                                                    | 5,77             |                   |                        |                 | |
|    | 89  | 89 Tauri                                                                     | 5,78             |                   |                        |                 | |
| k  | 98  | 98 Tauri                                                                     | 5,79             |                   |                        |                 | |
|    | 99  | 99 Tauri                                                                     | 5,79             |                   |                        |                 | |
|    | 105 | 105 Tauri                                                                    | 5,84             |                   |                        |                 | |
| A² | 39  | 39 Tauri                                                                     | 5,90             |                   |                        |                 | |
|    | 76  | 76 Tauri                                                                     | 5,90             |                   |                        |                 | |
|    | 7   | 7 Tauri                                                                      | 5,95             |                   |                        |                 | |
|    | 129 | 129 Tauri                                                                    | 6,00             |                   |                        |                 | |
|    | 85  | 85 Tauri                                                                     | 6,01             |                   |                        |                 | |
|    | 33  | 33 Tauri                                                                     | 6,05             |                   |                        |                 | |
|    | 96  | 96 Tauri                                                                     | 6,09             |                   |                        |                 | |
|    | 110 | 110 Tauri                                                                    | 6,09             |                   |                        |                 | |
|    | 11  | 11 Tauri                                                                     | 6,11             |                   |                        |                 | |
|    | 14  | 14 Tauri                                                                     | 6,13             |                   |                        |                 | |
|    | 95  | 95 Tauri                                                                     | 6,18             |                   |                        |                 | |
|    | 113 | 113 Tauri                                                                    | 6,23             |                   |                        |                 | |
|    | 108 | 108 Tauri                                                                    | 6,26             |                   |                        |                 | |
|    | 84  | 84 Tauri                                                                     | 6,28             |                   |                        |                 | |
|    | 24  | 24 Tauri                                                                     | 6,3              |                   |                        |                 | |
|    | 48  | 48 Tauri                                                                     | 6,31             |                   |                        |                 | |
|    | 62  | 62 Tauri                                                                     | 6,34             |                   |                        |                 | |
|    | 141 | 141 Tauri                                                                    | 6,36             |                   |                        |                 | |
|    | 22  | Astèrope, Sterope II, 22 Tauri                                               | 6,43             |                   | 440                    |                 | - Αστεροπή - membre del cúmul obert de les Plèiades |
|    | 70  | 70 Tauri                                                                     | 6,44             |                   |                        |                 | |
|    | 26  | 26 Tauri                                                                     | 6,47             |                   |                        |                 | |
|    | 9   | 9 Tauri                                                                      | 6,72             |                   |                        |                 | |
|    | 101 | 101 Tauri                                                                    | 6,75             |                   |                        |                 | |
|    | 55  | 55 Tauri                                                                     | 6,85             |                   |                        |                 | |
|    |     | HD 37124                                                                     | 7,68             |                   |                        |                 | - té 2 planetes |
|    |     | T Tauri                                                                      | 9,60             |                   |                        |                 | - estrella variable, prototip de les variables T Tauri |
|    |     | RV Tauri                                                                     | 9,60             |                   |                        |                 | - estrella variable, prototip de les variables RV Tauri |
|    |     | Púlsar del Cranc                                                             |                  |                   |                        |                 | - púlsar de la Nebulosa del Cranc |

Font: The Bright Star Catalogue, 5th Revised Ed., The Hipparcos Catalogue, ESA SP-1200